# Ouvertüre, Scherzo und Finale (Schumann)
Ouvertüre, Scherzo und Finale E-Dur für Orchester ist das Opus 52 von Robert Schumann (1810–1856). In ihrer Grundgestalt 1841 entstanden und uraufgeführt, wurde die formal am ehesten einer Sinfonie ohne langsamen Satz entsprechende Komposition in den Folgejahren noch stark überarbeitet.

## Entstehungsgeschichte

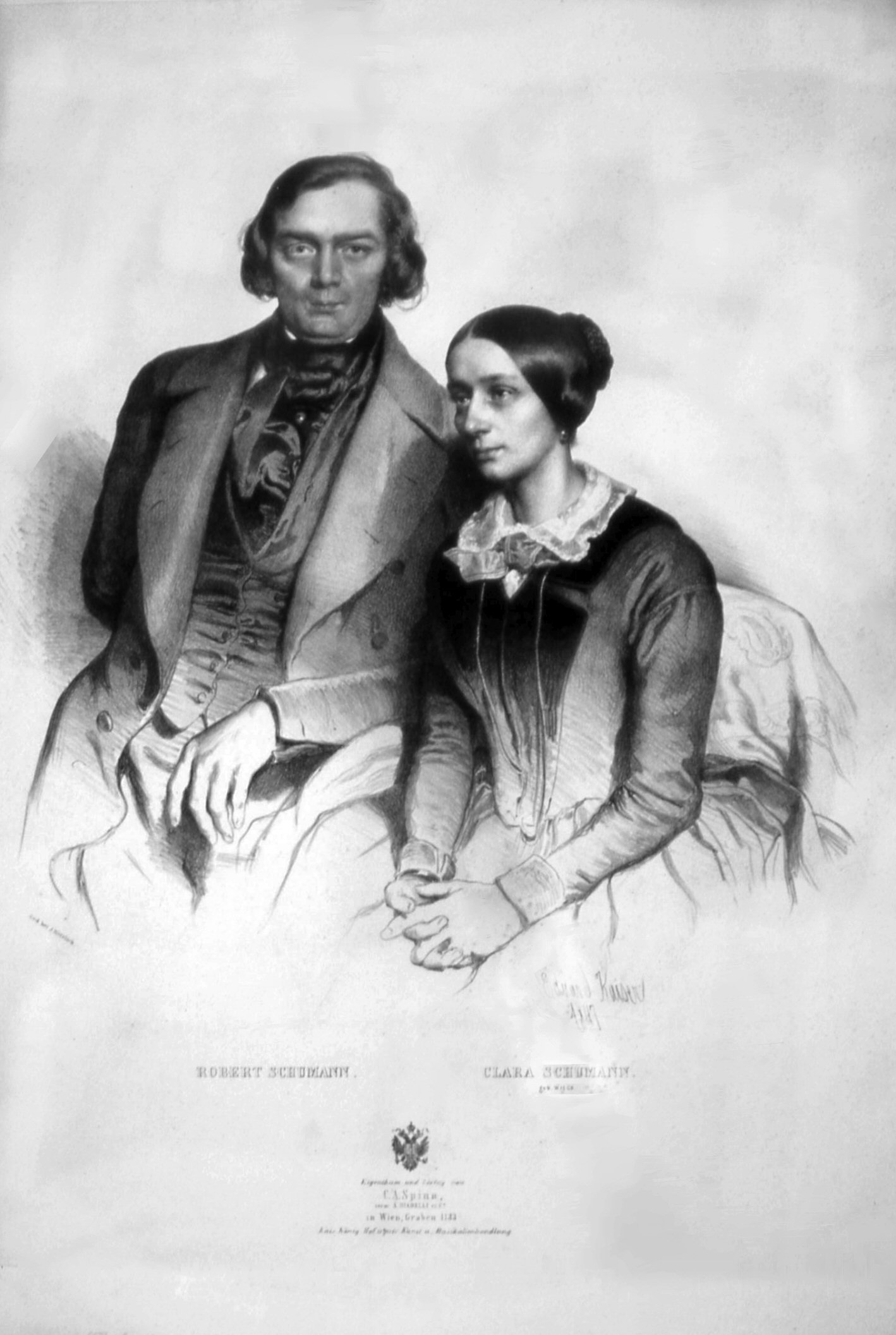
Robert und Clara Schumann, Lithographie von Eduard Kaiser, 1847

Fast unmittelbar, nachdem Robert Schumanns 1. Sinfonie im März 1841 erfolgreich uraufgeführt worden war, begann er in Leipzig mit der Komposition eines neuen Orchesterwerks. Eine zunächst als Einzelwerk konzipierte Ouvertüre entstand zwischen 12. und 22. April 1841, ein 2. und 3. Satz (Scherzo und Finale) folgten Ende April/Anfang Mai. Schumann war sich zunächst unklar über die Bezeichnung; in seinen Tage- bzw. Haushaltsbüchern finden sich die Namen „Suite“, „Symphonette“ oder „Sinfonietta“. Nach Revision im Sommer/Herbst 1841 kam am 6. Dezember 1841 das dreisätzige Werk unter Leitung von Ferdinand David im Leipziger Gewandhaus zur Uraufführung, hatte jedoch nicht den erhofften Erfolg. Zu einem Druck kam es zunächst nicht, da die Verlage, denen Schumann die Komposition offerierte, kein Interesse zeigten: Hofmeister hatte er sie 1842 als „2te Symphonie (Ouvertüre, Scherzo und Finale)“ angeboten, Haslinger 1845 in einer Fassung für Klavier vierhändig. 
Im Oktober 1845 arbeitete Schumann insbesondere das Finale, das 1841 am wenigsten Anklang gefunden hatte, tiefgreifend um, nahm aber auch in den beiden ersten Sätzen Änderungen vor. Die Erstaufführung dieser Neufassung am 4. Dezember 1845 in Dresden unter Ferdinand Hiller stieß auf wesentlich bessere Aufnahme. 1846 brachte der Verlag Friedrich Kistner zunächst die Einzelstimmen heraus, 1853 dann nach nochmaligen kleinen Retuschen auch die Partitur nebst einer Fassung des Komponisten für Klavier zu zwei Händen. Ouvertüre, Scherzo und Finale erhielten die Opuszahl 52 und sind dem befreundeten Komponisten und Dirigenten Johannes Verhulst gewidmet.

## Instrumentation und Charakterisierung
Die Besetzung von Schumanns op. 52 umfasst folgende Instrumente: 2 Flöten, 2 Oboen, 2 Klarinetten, 2 Fagotte, 2 Hörner, 2 Trompeten, 3 Posaunen (ad libitum), Pauken und Streicher.
Die Spieldauer liegt bei etwa 17 Minuten.
Die Ouvertüre beginnt Andante con moto mit einer 17-taktigen Einleitung in e-Moll, der Hauptteil in E-Dur (Allegro) folgt einer vereinfachten Sonatensatzform mit Verzicht auf eine Durchführung, eine vielen Ouvertüren Rossinis vergleichbare Anlage.
Das Scherzo (Scherzo vivo) in cis-Moll besitzt ein zweimal wiederkehrendes Trio in Des-Dur. Das Thema des Scherzos ist mit einer in der Coda der Ouvertüre auftauchenden Figur verwandt, während in der Coda des Scherzos das Hauptthema der Ouvertüre zitiert wird.
Das Finale (Allegro molto vivace) steht wiederum in E-Dur und folgt der Sonatenform, diesmal mit Durchführung. Es ist stärker kontrapunktisch als die vorangehenden Sätze gearbeitet, nach einer einleitenden Fanfare erscheint das Hauptthema sofort im Fugato.
Das von Schumann bewusst eher gefällig und leicht verständlich komponierte Werk erreichte zu seinen Lebzeiten nicht die Beliebtheit der Sinfonien, so konnte er selbst zwischen 1846 und 1854 zwar 21 Aufführungen der 1. Sinfonie verzeichnen, hingegen nur 5 seines op. 52.